# Mer de Beaufort
Pour les articles homonymes, voir Beaufort.
La mer de Beaufort est une mer bordière de l'océan Arctique qui 
s'étend sur une superficie d'environ 450 000 km2 au nord des côtes de l'Alaska (États-Unis), du Yukon et des Territoires du Nord-Ouest (Canada) et à l'ouest des îles arctiques de ce dernier territoire. Sa frontière nord-ouest est déterminée par une ligne reliant Point Barrow en Alaska et Lands End sur l'île du Prince-Patrick (tracé de la ligne contesté entre le Canada et les États-Unis). 

## Géographie

Le fleuve Mackenzie se roulant dans la mer de Beaufort. L'eau du fleuve est chaude par rapport à l'eau de la mer. Juillet 2017.

L'Organisation hydrographique internationale détermine les limites de la mer de Beaufort de la façon suivante :
- Au nord: Depuis Point Barrow (71° 22′ 56″ N, 156° 27′ 12″ O), en Alaska, une ligne aboutissant à Lands End (76° 22′ 11″ N, 122° 40′ 18″ O) sur l'île du Prince-Patrick.

- À l'est: Depuis Lands End, le long de la côte sud-ouest de l'île du Prince-Patrick, jusqu'à Griffiths Point (76° 05′ 23″ N, 123° 01′ 44″ O), de là une ligne jusqu'au cap Prince-Alfred (74° 20′ 38″ N, 124° 46′ 11″ O), l'extrémité nord-ouest de l'île Banks, puis le long de la côte ouest jusqu'au cap Kellett (71° 58′ 19″ N, 126° 00′ 16″ O), la pointe sud-ouest de cette île, et de là une ligne jusqu'au cap Bathurst, sur la terre ferme (70° 34′ 42″ N, 128° 04′ 21″ O).

Elle donne à l'est sur le golfe d'Amundsen, début du passage du Nord-Ouest vers l'océan Atlantique.
Le fleuve Mackenzie ainsi que plusieurs fleuves de moindre importance se jettent dans la mer de Beaufort. Elle abrite de nombreuses colonies d'oiseaux marins et constitue une route migratoire et un lieu de reproduction importants pour les baleines boréales et les bélugas. Elle reste relativement à l'écart des routes commerciales. Elle est perpétuellement recouverte d'une banquise qui ne se brise que l'été, pendant 2 à 5 mois.
D’ici le milieu du XXIe siècle, la mer de Beaufort devrait connaitre de grandes périodes où il n’y aura pas de glace pendant l’été en raison du réchauffement climatique.
Elle n'a été vraiment explorée pour la première fois qu'en 1914 par le canadien Vilhjalmur Stefansson. Elle tire son nom de l'hydrographe anglais Sir Francis Beaufort.

## Ressources naturelles
La mer de Beaufort renferme en son sous-sol de larges réserves de pétrole et de gaz. Ces réserves ont été explorées à partir des années 1960, mais ne sont exploitées que depuis 1986, date à laquelle la première plate-forme pétrolière a été mise en service. Cependant, afin de ne pas gêner la reproduction et la migration des baleines, l'exploitation de ces réserves n'est autorisée que pendant les mois d'hiver.

### Querelle frontalière
Le Nord-Ouest de l'Arctique pourrait renfermer jusqu'à un quart des réserves mondiales d'hydrocarbures, dont l'exploitation serait facilitée ou rendue possible par le réchauffement climatique. Cette perspective ravive la querelle frontalière entre Canada et États-Unis sur le tracé de leur frontière maritime en mer de Beaufort. La position canadienne est qu'elle doit suivre le 141e méridien, alors que les États-Unis revendiquent une frontière à équidistance des côtes.